# 中本智恵美
中本 智恵美 （なかもと ちえみ、1978年11月30日 - ）は、日本の女優。
滋賀県出身。ヨコザワ・プロダクションならびに劇団四重奏所属。華頂短期大学卒業。

## 出演

### 舞台
- 「月光石[1]」（2000年）
- 「ダンディライオン[2]」（2002年）
- 「猿の手 NEEDFUL CHANCES[3]」（2003年）
- 「美しき心のなかに」（2004年）
- 「ゴールデン・ムーン」（2005年）
- 「美しき心のなかに ディレクターズカット版」（2006年）
- 「越前蟹が渡る頃」（2006年）
- 「不倫の晩餐会[4]」（2007年）
- 「越前蟹が渡る頃」（2007年）
- 朗読劇「あたたかな手拍子が聞こえてくる山々…美唄」（2012年）
- 朗読劇「冬の美唄…それは悲哀を運ぶ月の舟」（2013年）
- ライブ「横澤丈二　50's Birthday LIVE」（2015年）

### 映画
- お粥BARの夏
- 美唄物語シリーズ・横澤丈二監督
- 『映画　美唄物語～不思議のヤマの男たち～』（2013年）（ムート役）
- 『映画　美唄物語2～それは時空を越えるヤマ～』（2014年）（岩川の母役）
- 『映画　美唄物語3～哭き枯れたヤマ～』（2014年）（岩川の母役）
- 『映画　美唄物語4～恨（ハン）888～』（2015年）（綾子役）
- 『映画　美唄物語5～怒りの人民裁判～』（2015年）（深町栄子役）
- 『映画　美唄物語6～続・怒りの人民裁判～』（2016年）（浅井幸子役・主演）
- 『映画　美唄物語7～我路　その愛～』（2016年）（岩川ハル役）
- 『映画　美唄物語8～我路　その愛～』（2017年）（滝沢節子役・主演）

### テレビ
- 帰ってきたロッカーのハナコさん（2003年、NHK） - 社員 役
- 金曜時代劇「慶次郎縁側日記2」（2005年、NHK） - 女郎 役
- 大河ドラマ「篤姫」（2008年、NHK） - 部屋方 役
- 西村京太郎からの挑戦状（2006年、日本テレビ）
- 踊る!さんま御殿!!（日本テレビ）
- 徳光和夫の感動再会"逢いたい"（TBS） - アナウンサー 役
- 月曜ゴールデン「探偵 左文字進16」（2013年、TBS） - 店員 役
- ニンゲン観察バラエティ モニタリング（TBS）
- 最終警告!たけしの本当は怖い家庭の医学（2004年、テレビ朝日）
- 特捜!心霊現象SP（テレビ朝日）（主婦役）
- 女と愛とミステリー「信濃のコロンボ事件ファイル(3)」（2003年、テレビ東京）
- ドラマスペシャル「復讐するは我にあり」（2007年、テレビ東京） - 仲居 役
- 花嫁のれん（2010年、東海テレビ） - 仲居 役
- ドラマW「なぜ君は絶望と闘えたのか」（2010年、WOWOW）

### Vシネマ
- 氷る月（2000年）
- 湘南爆走族2（2001年）

### VP
- 日立システム
- 日経BP「熱血!第三営業部」（秘書役）
- 東京タクシー（妊婦役）

### カタログ
- aシクロデキストリン、パンフレット表紙モデル

### CM
- 銀のさら

### PV
- これってシアワセ…＄♂♀？[5]

### ラジオドラマ
- アール・エフ・ラジオ日本「エクソシスト事務所」
- 葛飾エフエム放送「ドラマ・シンフォニー」『恋愛遊戯』
- レインボータウンエフエム放送「ラジオドラマ甲子園」

### ラジオ
- アール・エフ・ラジオ日本「敏と直樹と丈二のガッツリナイト」演劇コーナーアシスタント